# تیپ ۱۲۱ تکاور تبریز

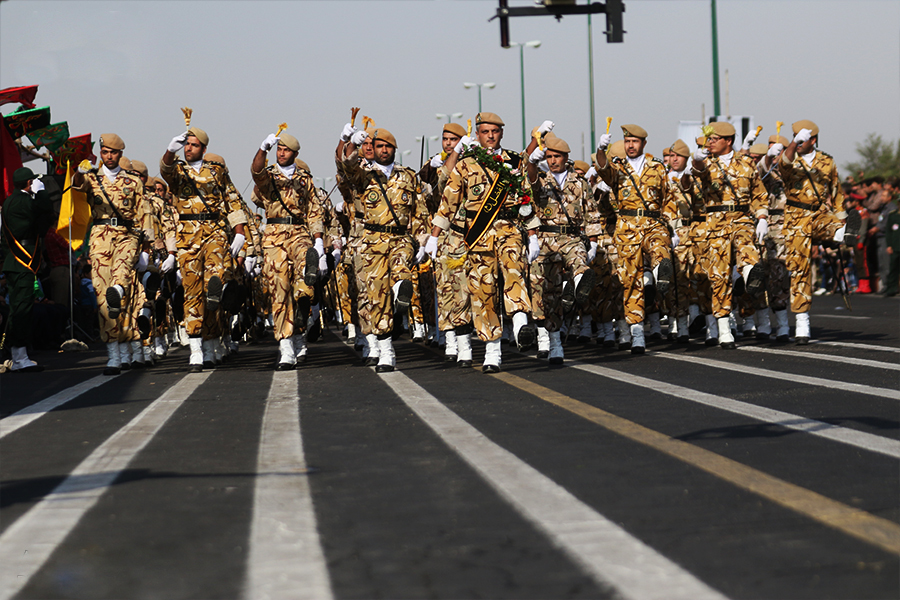
رژه نیروهای تیپ ۱۲۱ تکاور به‌مناسبت سالگرد جنگ ایران و عراق در سال ۱۳۹۶، تبریز

تیپ ۱۲۱ تکاور تبریز از تیپ‌های پیاده‌نظام تکاوری نیروی زمینی ارتش جمهوری اسلامی ایران و زیرمجموعه لشکر ۲۱ پیاده آذربایجان است، که پادگان و ستاد فرماندهی آن در شهر تبریز، استان آذربایجان شرقی مستقر می‌باشد. تیپ ۱۲۱ تکاور تبریز در خلال جنگ ایران و عراق، از یگان‌های عمل‌کننده ارتش جمهوری اسلامی ایران و تحت امر لشکر ۲۱ پیاده آذربایجان بود و در عملیات‌های فتح‌المبین، رمضان، محرم و والفجر ۸ شرکت داشت. در طول جنگ ۲ هزار و ۱۱۴ نفر از پرسنل این تیپ کشته شدند. هم‌اکنون سرهنگ اسد خبازی فرماندهی تیپ ۱۲۱ تکاور تبریز را برعهده دارد.